# طرندة
طُرَنْدَة (بالتركية: دارنده) هو قضاء في ولاية ملطية التركية. بلغ عدد السكان 29,386 نسمة في عام 2012.
قال في ذكرها ياقوت الحموي في معجم البلدان:
«قال الواقدي: كان المسلمون نزلوا طرندة بعد أن غزاها عبد الله بن عبد الملك سنة ٨٣ وبنوا بها مساكن، وهي من ملطية على ثلاث مراحل داخلة في بلاد الروم وملطية يومئذ خراب، ثم نقل عمر بن عبد العزيز أهل طرندة إلى ملطية إشفاقا عليهم وخربت، كما نذكره في ملطية،»

## أعلام بارزون
- محمد باشا الطرندي
- صمونجي بابا
- إيرمان إليجاك

## روابط خارجية
- الموقع الرسمي (بالتركية)